# Anna Ulyashchenko
Anna Ulyashchenko (* 19. März 1997) ist eine US-amerikanische Tennisspielerin.

## Karriere
Ulyashchenko begann mit neun Jahren das Tennisspielen und spielt bislang hauptsächlich Turniere der ITF Women’s World Tennis Tour, bei der sie bislang neun Titel im Doppel erringen konnte.

### College Tennis
Ulyashchenko spielt für die Damentennis-Mannschaft der Demon Deacons der Wake Forest University.

## Turniersiege

### Doppel
| Nr. | Datum              | Turnier             | Kategorie | Belag     | Partnerin         | Finalgegnerinnen                             | Ergebnis          |
| --- | ------------------ | ------------------- | --------- | --------- | ----------------- | -------------------------------------------- | ----------------- |
| 1.  | 15. Mai 2021       | Monastir            | ITF W15   | Hartplatz | Lauren Proctor    | Angelica Raggi Erika Sema                    | 4:6, 7:65, [10:7] |
| 2.  | 22. Mai 2021       | Monastir            | ITF W15   | Hartplatz | Emma Davis        | Kelia Le Bihan Eliessa Vanlangendonck        | 7:65, 6:4         |
| 3.  | 16. Oktober 2021   | Cancún              | ITF W15   | Hartplatz | Darja Semeņistaja | Nadia Echeverría Alam Rushri Wijesundera     | 6:4, 6:4          |
| 4.  | 18. September 2022 | Cancún              | ITF W15   | Hartplatz | Kelly Williford   | Nadia Echeverría Alam Jessica Hinojosa Gómez | 7:65, 4:6, [10:6] |
| 5.  | 1. Oktober 2022    | Cancún              | ITF W15   | Hartplatz | Louise Kwong      | Jessica Hinojosa Gómez Kaitlin Quevedo       | 6:4, 6:4          |
| 6.  | 25. März 2023      | Scharm asch-Schaich | ITF W15   | Hartplatz | Louise Kwong      | Mei Hasegawa Wu Ho-ching                     | 3:6, 6:1, [10:5]  |
| 7.  | 13. Mai 2023       | Monastir            | ITF W15   | Hartplatz | Louise Kwong      | Salma Drugdová Katarína Kužmová              | kampflos          |
| 8.  | 3. Juni 2023       | Monastir            | ITF W15   | Hartplatz | Louise Kwong      | Noelia Bouzo Zanotti Alisha Reayer           | 4:6, 6:2, [10:5]  |
| 9.  | 17. Februar 2024   | Manacor             | ITF W15   | Hartplatz | Louise Kwong      | Patricija Paukštytė Laïa Petretic            | 6:1, 6:4          |